# Гюлчичек хатун
Гюлчичек хатун (на турски: Gülçiçek Hatun) е първата съпруга на османския султан Мурад I и майка на следващия владетел Баязид I.
Липсват достоверни сведения за произхода на Гюлчичек. Според Антъни Алдерсън, Хийт Лоури и Неджет Сакаоглу тя е гъркиня.
Според Сакаоглу Гюлчичек хатун умира в Бурса, където е погребана в отделно тюрбе, в което освен нейните лежат също останките на още трима души, но е невъзможно да бъде идентифицирано кои са те.
Известно е, че със свои средства Гюлчичек построява религиозни благотворителни домове, а също и въпросното тюрбе, носило името Гюлчичек. Тюрбето на няколко пъти е разрушавано поради естествени фактори и после възстановявано.